# Ley de Smeed
La ley de Smeed, llamada así por R. J. Smeed, quien fue el primero en proponer una supuesta regla empírica relación, en 1949, relacionando accidentes de tránsito y congestión vehicular medida como la relación entre la cantidad de vehículos registrados y la población de un país. La ley propone que un incremento en los volúmenes de tráfico (un incremento en los automóviles registrados) conduce a un incremento en accidentes per capita, pero una disminución de accidentes por vehículo.
Smeed también predijo que la velocidad promedio del tráfico en el centro de Londres siempre sería de nueve millas por hora, porque esa es la velocidad mínima que la gente tolera. Él predijo que cualquier intervención destinada a acelerar el tráfico solo conduciría a que más personas conduzcan a esta velocidad "tolerable" a menos que haya otros desincentivos en contra de hacerlo. 
Su hipótesis en relación con la seguridad vial ha sido refutada por varios autores, quienes señalan que las muertes por persona han disminuido en muchos países, cuando la "Ley" exige que se incrementen mientras continúe aumentando el número de vehículos por persona . 

## Fórmula de Smeed
La fórmula de Smeed se expresa como: 
{\displaystyle D=0.0003(np^{2})^{1/3}}
o, ponderado per cápita, 
{\displaystyle {D \over p}=0.0003\times {\sqrt[{3}]{n \over p}}}
donde D es la mortalidad anual en la carretera, n es el número de vehículos registrados y p es la población. 
Smeed publicó su investigación para veinte países diferentes y, a su muerte en 1976, la había expandido a 46 países, todos mostrando este mismo resultado. Smeed se convirtió en subdirector del Road Research Laboratory y, más tarde, en profesor del University College London . 